# Zatoka Piasińska
Zatoka Piasińska – zatoka Morza Karskiego w Kraju Krasnojarskim w Rosji. Stanowi estuarium Piasiny. W wodach zatoki znajduje się wiele wysp, między innymi Wyspy Kamienne, Wyspy Labiryntowe oraz grupa wokół wyspy Zwieroboj.

## Historia
W 1610 roku kupiec Kondratij Kuroczkin z Północnej Dźwiny spłynął Jenisejem do Morza Karskiego do ujścia Piasiny (którą nazwał Piasidą). Wybrzeża Zatoki Piasińskiej zostały opisane w 1740 przez D. Sterłegowa oraz w 1741 przez S. Czełuskina. W 1893 roku, podczas podróży na statku Fram, zatokę opisał norweski odkrywca Fridtjof Nansen.